# Kavna
Kavna je středověký prkenný objekt umístěný nad ústím důlní šachty. Jeho funkcí je chránit vchod do šachty proti vniku vody, ale také zastřešovat těžní stroj (trejv) a jiné nástroje pod ním uskladněné jako těžní nářadí. Kavny se též využívaly jako místa setkání horníků, někteří zde i přespávali, v některých se sloužily mše. Důležitou funkcí kaven bylo také to, že horníci po několikahodinové práci ve tmě byli v kavnách zavřeni po několik hodin[zdroj?], aby při styku se slunečním světlem neoslepli. Dlouhou chvíli si krátili popíjením piva či hraním karet.